# 빙신
빙신(冰心, 본명: 셰왕인/謝婉瑩, 1900년 10월 5일 ~ 1999년 2월 28일) 또는 셰빙신은 중국의 여성 작가이다.

## 생애
1900년 10월 5일 푸젠(福建) 푸저우(福州) 룽푸잉(隆普營)의 유복한 가정에서 태어났다.
1919년 5·4 운동이 일어나자 빙신은 거기에 적극 참여했으며 여학계연합회(女學界聯合會) 선전부의 청탁을 받고 ＜21일 법정 심판을 들은 느낌(二十一日聽審的感想)＞을 써서 8월 25일에 베이징 ≪신보(晨報)≫에 발표했다. 이어서 최초의 단편소설 ＜두 가정(兩個家庭)＞을 써서 ‘빙신’이란 필명으로 발표했다. 대학 재학 중에도 끊임없이 작품을 발표해 문단의 주목을 받아 당시에 ‘빙신체(冰心體)’, ‘춘수이체(春水體)’라는 말이 나올 정도였다. 1923년 여름에 우수한 성적으로 베이징 셰허 여자 대학을 졸업하고 장학금을 받아 미국으로 유학을 갔다. 그 전 1921년에 '문학연구회'가 생기자, 빙신도 거기에 참여하였지만, 코민테른에는 참여를 거절하였다. 1929년 6월에는 미국에서 돌아온 우원짜오와 결혼하였고 베이핑 여자문리학원(北平女子文理學院), 칭화대학(淸華大學) 중문과 등에서 가르쳤다.
중일전쟁이 발발한 뒤 빙신은 중화예술계항적협회에 가입해 항전 활동에 참여했으며 중일전쟁 승리 후 일본 도쿄대학(東京大學) 최초의 외국인 교수가 되기도 했다.
일본에서 남편과 함께 중국으로 돌아가기 전에 미국 대학의 교수직 초청을 받기도 했으나, 결국 거절하고 남편 우원짜오와 함께 장둥쑨, 판광단 등이 국가직에 있던 베이징으로 돌아갔다. 이후 빙신은 1954년부터 1∼5회 전국인민대표대회(全國人民代表大會) 대표, 5∼7회 전국정치협상회의(全國政治協商會議) 상무위원, 8∼9회 전국정치협상회의 위원직에 있었으며, 중국작가협회 사무에 일부 관여하기도 했다. 1979년에는 덩샤오핑 집권 이후로, 중국문련(中國文聯) 부주석으로 선출되었고, '루쉰 문학상' 감투를 쓰기도 했지만, 그녀는 루쉰이나, 쉬광핑 등과는 다른 문학적 성향의 순수 애국 문학 작가였고, 1985년에는 중국작가협회 고문직에 있었으며, 1996년 12월부터 명예주석직에 있기도 했다. 빙신은 1999년 2월 28일 베이징에서 사망하였다.